# Kalopanax septemlobus
Kalopanax septemlobus är en araliaväxtart som först beskrevs av Thunb., och fick sitt nu gällande namn av Gen'ichi Koidzumi. Kalopanax septemlobus ingår i släktet Kalopanax och familjen Araliaceae.

## Underarter
Arten delas in i följande underarter:
- K. s. maximowiczii
- K. s. lutchuensis
- K. s. septemlobus

## Bildgalleri

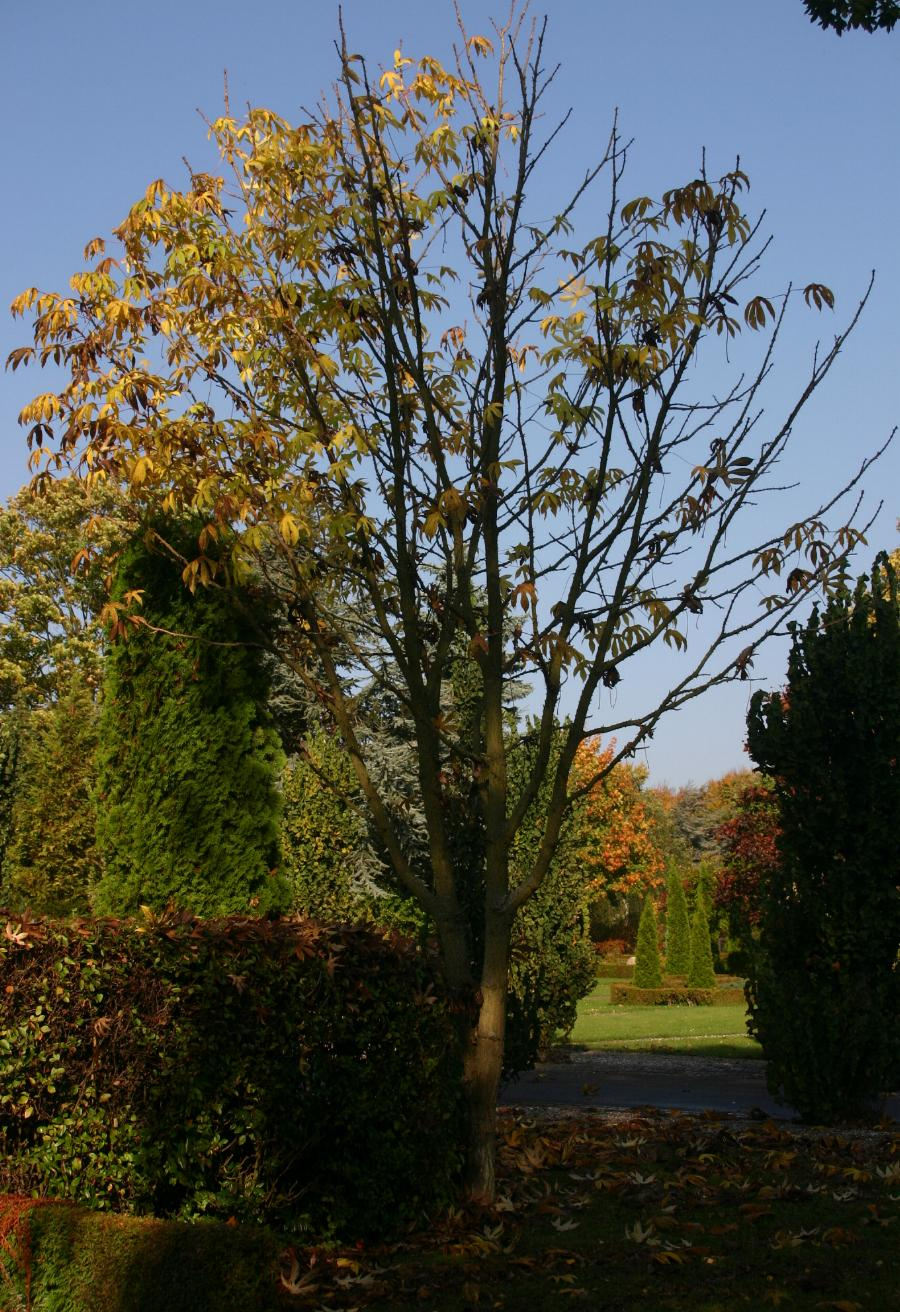
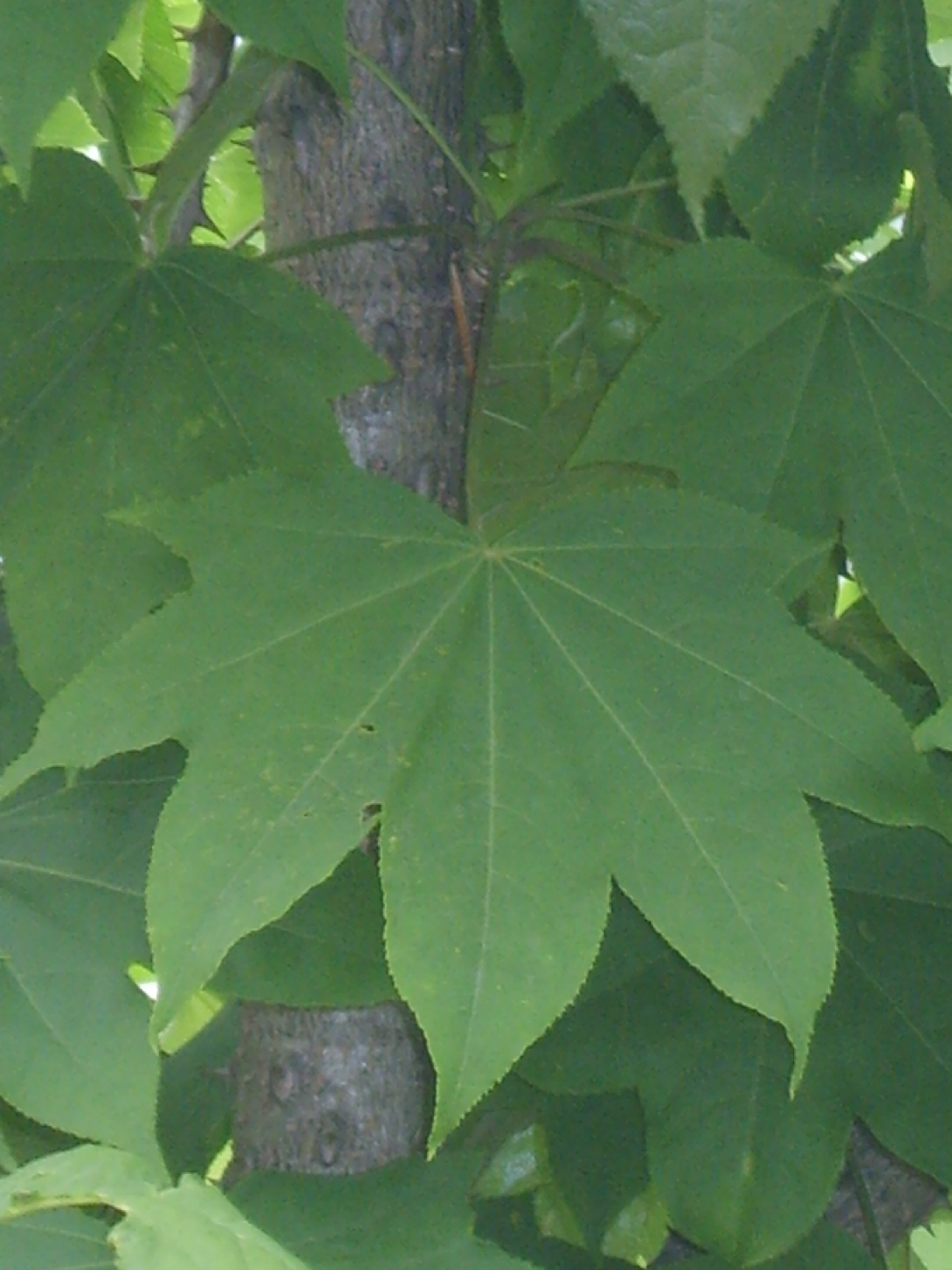
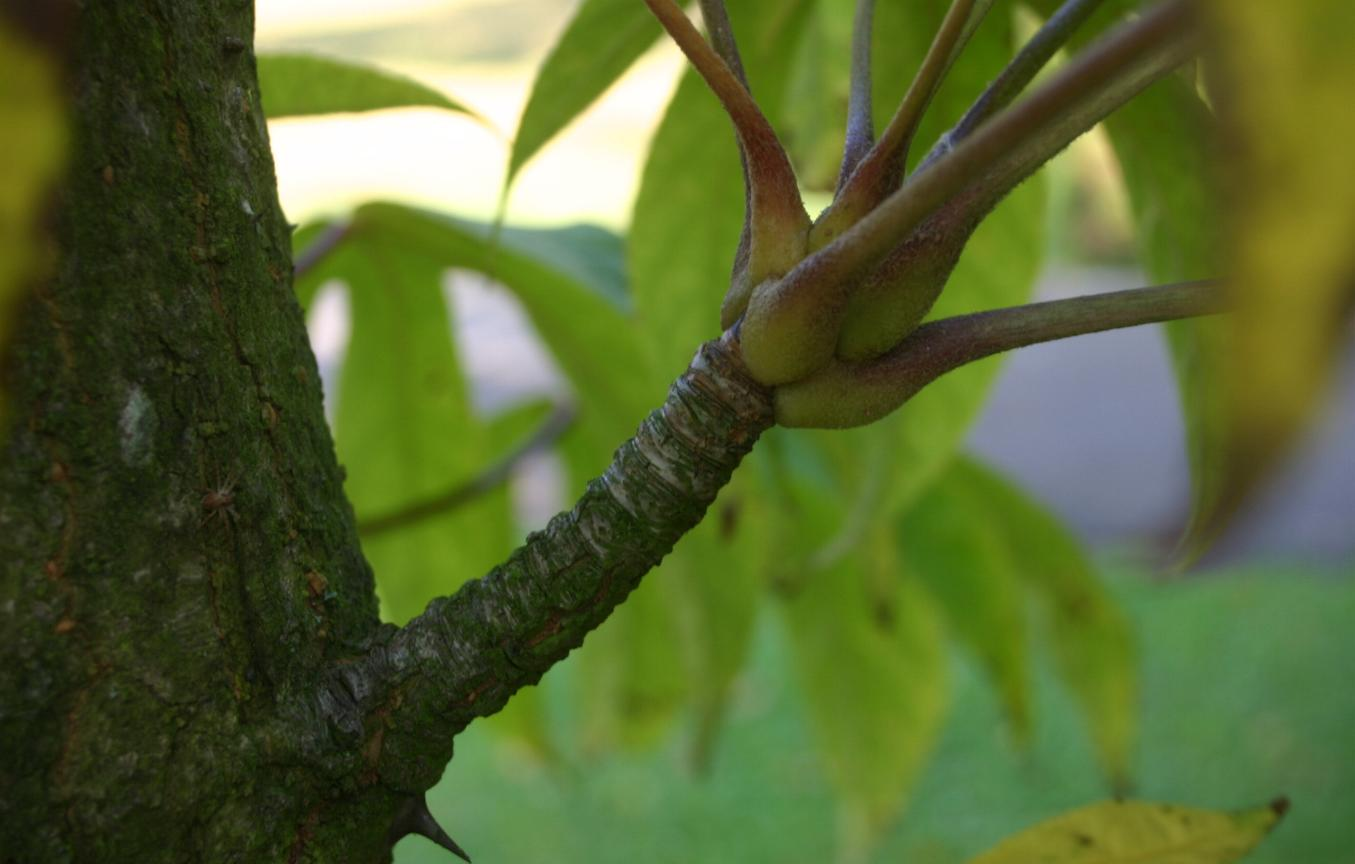
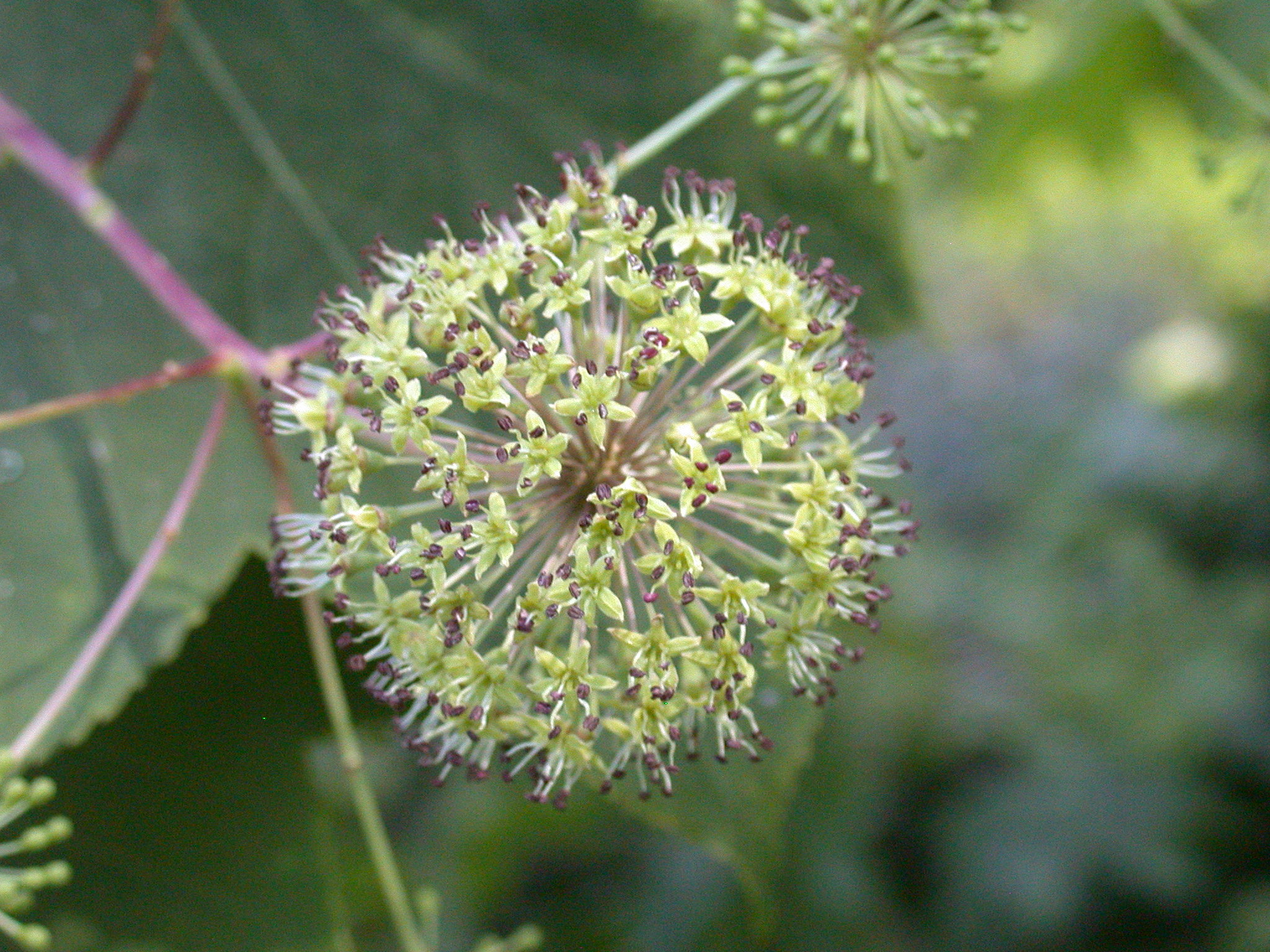
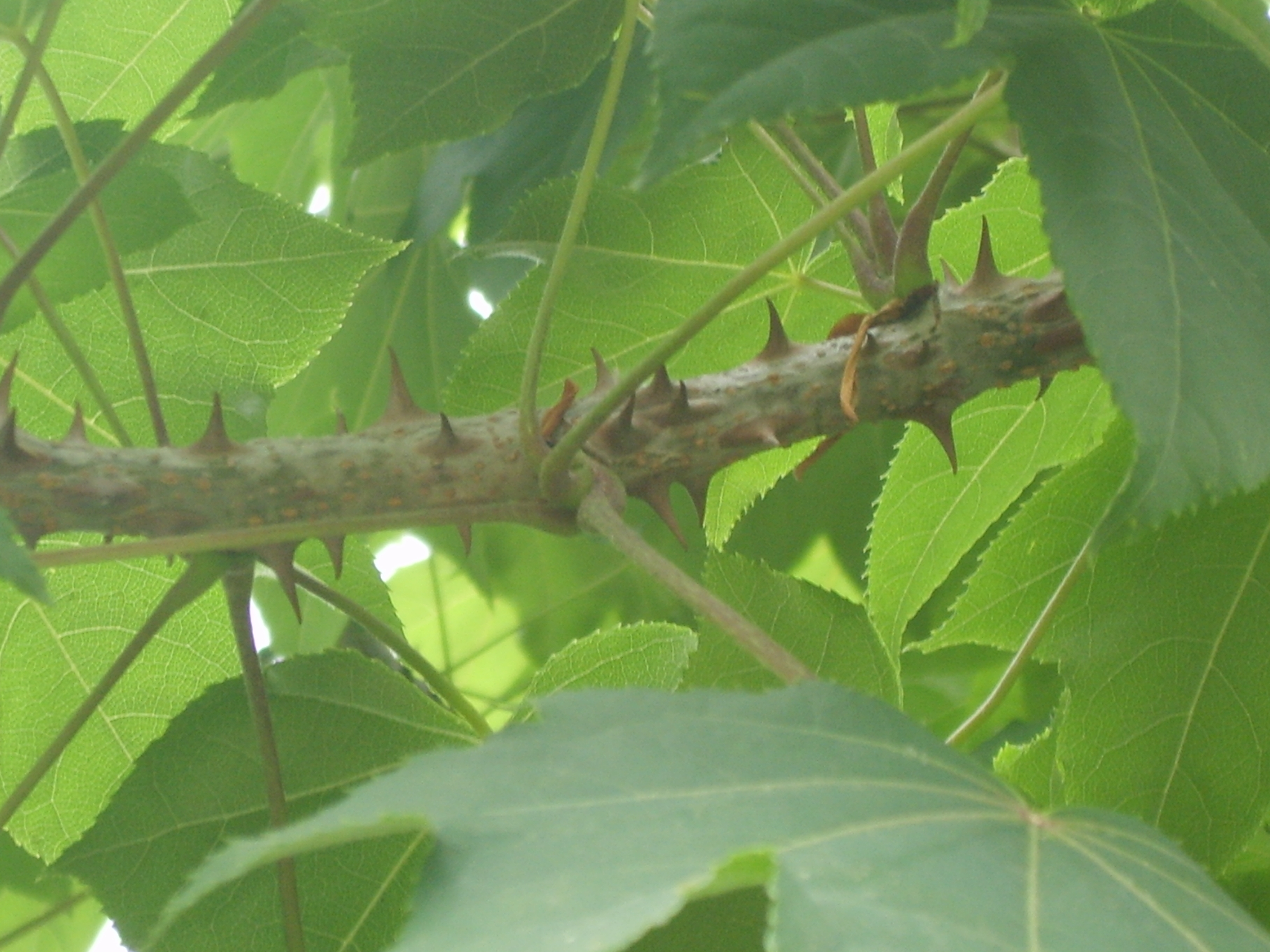
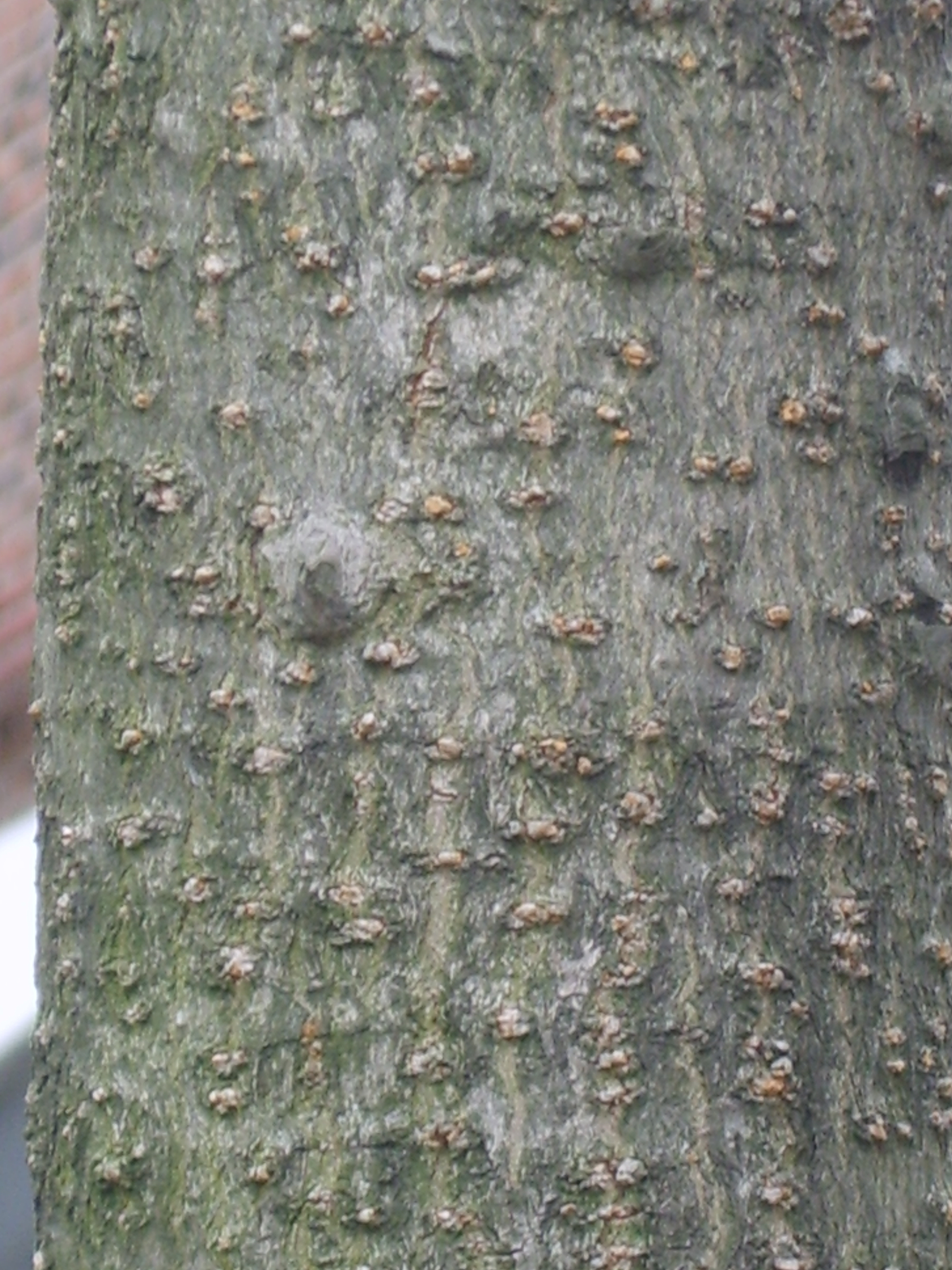